# Gren (adlig ätt)
Gren är en medeltida frälsesläkt från Östergötland. Ättens namn fortlever i gårdsnamnet Grensholm. Ätten dog ut på svärdssidan 1520.
Vapen: En spets från sidan; som spets från vänster eller som spets från höger.
Ättens anfader Knut är känd endast genom sönernas patronymikon. Han hade tydligen en syster som hette Kiäsa eftersom hans son Björn kallar henne ”amita”.
Björn Knutsson hade förbindelser med Vists (då Husby) socken i Hanekinds härad i Östergötland och torde därför vara identisk med den Björn, som 1283–1286 är känd som kyrkoherde där. Han hade varit kaplan hos biskop Henrik i Linköping och nämns där som kanik från 1293 och som domprost från 1319. Han levde ännu 1329. Han är gravsatt i Linköpings domkyrka.
Harald Knutsson dog senast 1319 och nämns då som bror till domprost Björn.
Kettilbjörn Knutsson nämns i Östergötland 1307–1323, och hans son Inge Kettilbjörnsson (levde ännu 1335) blev kort före sin död riddare och riksråd åt Magnus Eriksson. Inge Kettilbjörnsson förde i sitt vapen en spets från höger, medan brodern Ærnel (eller Erneldus, Arnaldus) Kettilbjörnsson förde spetsen från vänster.
Även medlemmar till den ätt som idag kallas Sandbroätten omnämns i äldre litteratur som tillhöriga ätten Gren däribland Torsten Styrbjörnsson.
Olof Styrbjörnsson, Torsten Styrbjörnsson samt Torsten Johansson, Johannes och Gregorius, förde alla sigill med en spets från vänster, vilken skilde sig något från Ätten Grens spets,

## Medlemmar av ätten
- Knut

1. Björn Knutsson (död 1329 eller 1330). Kanik i Linköping, domprost något av åren 1312—1319.[5]
2. Harald Knutsson
  1. Torkel Haraldsson (spets från vänster), fastighetsägare i Östergötland, också känd som Tor eller Torir.[6]
  2. En osäker placering i släktträdet är Karl Haraldsson av ätten Gren (eller Green), den förste kända ägaren på sätesgården Ålhult i Småland (dokumenterat i ett salubrev den 6 januari 1358). Efter honom tog hans son Harald Karlsson (Stubbe) över Ålhult, han tillhörde släkten Stubbe (se ätten Stubbe). Harald Stubbe var riddare, riksråd och lagman på Öland. Han överlät Ålhult som morgongåva till sin hustru Ingegärd Laurenzadotter den 11 juni 1398.[7]
3. Kettilbjörn Knutsson (levde 1323). Var enligt flera brev bror eller, ehuru mindre sannolikt, halvbror till linköpingskaniken Björn (död 1329 eller 1330).[5]
  1. Kettil Kettilbjörnsson, gift med Gunhild Hemmingsdotter (Lejonansikte, Hemming Ödgislessons ätt) i hennes första gifte.[8]
  2. Inge Kettilbjörnsson. (levde ännu 1335) blev kort före sin död riddare.[5]
  3. Arvid (eller Ernils, Arnel, Erneldus, Arnaldus) Kettilbjörnsson, (levde ännu 1330). Känd som en av dem som 1320 för konung Magnus Erikssons förmyndarregering underhandlade med konung Birgers anhängare på Viborg.[5] Gift med Birgitta Matsdotter (Hjorthorn, Törne Matssons ätt).
    1. Harald Ernilsson (levde ännu 1360). Han var troligen gift med en på mödernet från Birger jarl härstammande dotter till riksrådet Torkel Andersson (båt).[5]
      1. NN Haraldsdotter (Gren). Gift med Staffan Ulfsson (Ulv) (död 1393 i Västerås).
      2. Torkel Haraldsson (Gren) (död 1402) måste på 1370-talet för ett dråp göra pilgrimsfärder till bland annat Rom, Aachen och Nidaros. Senare var han häradshövding i flera härad i Södermanland o Östergötland. Torkel Haraldsson dubbades till riddare hösten 1389, troligen vid herredagen i Söderköping, där drottning Margareta övertog makten i Sverige, och namnes senare som hövitsman på Ämnisholm i Småland. 1398 var han medlem av konung Eriks unionsråd, men han tillhörde aldrig det svenska riksrådet.[5]
      3. Sten Haraldsson (Gren) (levde ännu 1417) på Ål (nu Grensholmen) i Vånga (Ög), häradshövding i Österrekarne, gift med Cecilia Nilsdotter (Ivar Nilssons ätt), en dotter till konung Erik Magnussons råd Nils Magnusson (Ivar Nilssons ätt).[5][9]
        1. Magnus Gren (död mellan 1475 och 1480), riksråd, riksföreståndare
          1. Ivar Gren (levde 1495), riksråd
            1. Måns Gren (död 1520), riksråd

        2. Harald Stensson (Gren), gift med Sigrid Tomasdotter von Vitzen.[10]
          1. Cecilia Haraldsdotter (Gren) (levde 1465), gift 5 juli 1441[11] med riksrådet Eskil Isaksson Banér. Cecilia Haraldsdotter var mormorsmor till Gustav Vasa, via sin dotter Sigrid Eskilsdotter (Banér), gift med häradshövdingen Måns Karlsson (Eka). De fick barnen Cecilia Månsdotter (Eka) (1475-1522) och Trotte Månsson.[12].  Efter makens död gifte Sigrid Eskilsdotter (Banér) om sig  med Nils Eriksson (Gyllenstierna) i oktober 1487. I detta äktenskap föddes Kristina som vid 17 års ålder vigdes med riddaren och riksföreståndaren Sten Sture den yngre den 16 november i Stockholm 1511. Kristina kom att leda Stockholms försvar mot danskarna 1520. Sigrid Eskilsdotter (Banér)s dotter Cecilia gifte sig med Erik Johansson (Vasa) (född omkring 1465, avrättad under Stockholms blodbad 1520) och fick med honom åtta barn, inklusive sonen Gustav Vasa.